# Benigna Justine von Watteville

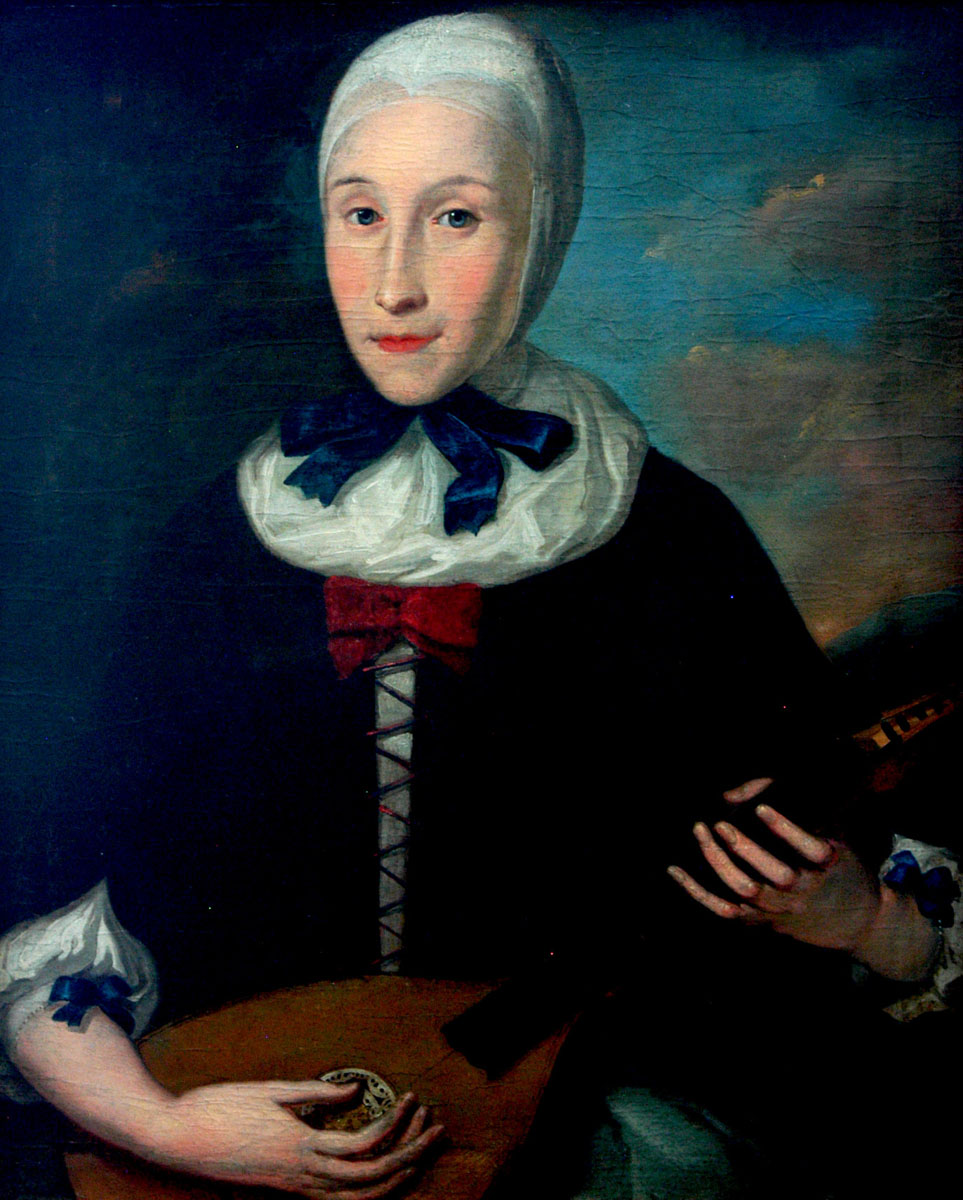
Benigna von Watteville beim Spiel auf der Cister

Henriette Benigna Justine von Watteville (geborene Henrietta Benigna Justine Zinzendorf und Pottendorf, auch Benigne; * 28. Dezember 1725 in Berthelsdorf; † 11. Mai 1789 in Herrnhut) war eine deutsche Missionarin der Herrnhuter Brüdergemeine. Sie war die Gründerin des ersten Internats für Mädchen in den britisch-amerikanischen Kolonien, das später zum Moravian College wurde. Außerdem unterstützte sie ihren Vater sowie später ihren Ehemann bei der Gründung weiterer Gemeinen, bei Visitationen, Synoden und der Missionsarbeit in Europa und Nordamerika. Innerhalb der Brüdergemeine wurde sie mehrfach zur „Ältestin“ (Vorsteherin) für Mädchen- oder Frauengruppen unterschiedlicher Chorzugehörigkeit gewählt.

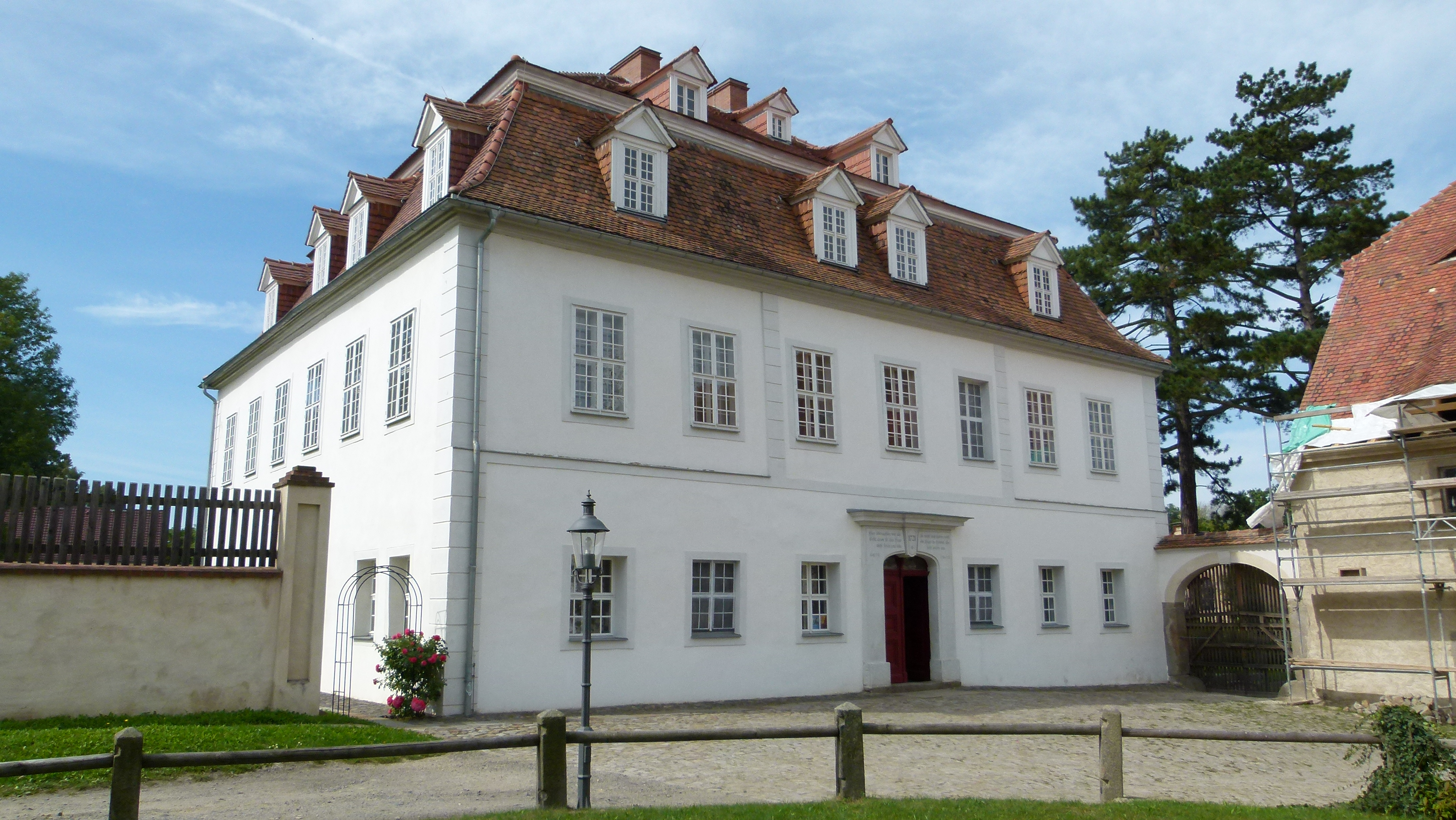
Geburtsort Herrenhaus Berthelsdorf

## Frühe Lebensjahre
Benigna von Zinzendorf war die Tochter des Grafen Nicolaus Zinzendorf und der Gräfin Erdmuthe Dorothea geborene Reuß-Ebersdorf. Sie gehörte zu den vier von zwölf Kindern des Ehepaars, die älter als fünf Jahre wurden. Von diesen zwischen 1725 und 1740 geborenen Kindern war Benigna das älteste. Danach folgten Renatus, Maria Agnes (1735–1784) und Elisabeth (1740–1807).
Ihre pietistischen Eltern lebten im Herrenhaus des Gutes Berthelsdorf, das Zinzendorf 1722 von seiner Großmutter Henriette Catharina von Gersdorff geborene Freiin von Friesen erwarb. Auf dem Gut siedelten schon seit dieser Zeit Glaubensflüchtlinge, die vorwiegend aus Mähren stammten und Anhänger des Reformators Jan Hus waren. Die so genannten Böhmischen Brüder wurden infolge der Gegenreformation Anfang des 18. Jahrhunderts aus ihrer Heimat vertrieben. Als Benigna zwei Jahre alt war, zog die Familie in die benachbarte Siedlung Herrnhut der im gleichen Jahr gegründeten Herrnhuter Brüdergemeine. Als junges Mädchen war Zinzendorf ein beliebtes und fröhliches Mädchen, litt aber nach einer schweren Krankheit unter Schwäche. Sie hatte eine Gouvernante, von der sie ihre Ausbildung erhielt, war eine gute Sängerin und spielte die Cister, eine barocke Kastenhals-Laute.
Im Winter 1736 begleitete die damals zehn Jahre alte Benigna ihren Vater auf eine Reise nach Amsterdam und Leeuwarden. Im Princessehof besuchten sie die verwitwete Fürstin von Oranien. Auf der Rückreise erfuhren sie in Kassel von der bevorstehenden Verbannung des Vaters aus Sachsen, da seine Brüdergemeine der lutherischen Orthodoxie zu selbstständig geworden war und als Bedrohung der einheitlichen Landeskirche angesehen wurde. Während der Verbannung aus Sachsen ging Zinzendorf in die südliche Wetterau und gründete dort die Gemeine Marienborn in der Grafschaft Ysenburg-Büdingen-Meerholz. Nahe der ebenfalls zur Grafschaft gehörenden Burg Ronneburg wurde außerdem 1738 die Kolonie Herrnhaag gegründet.

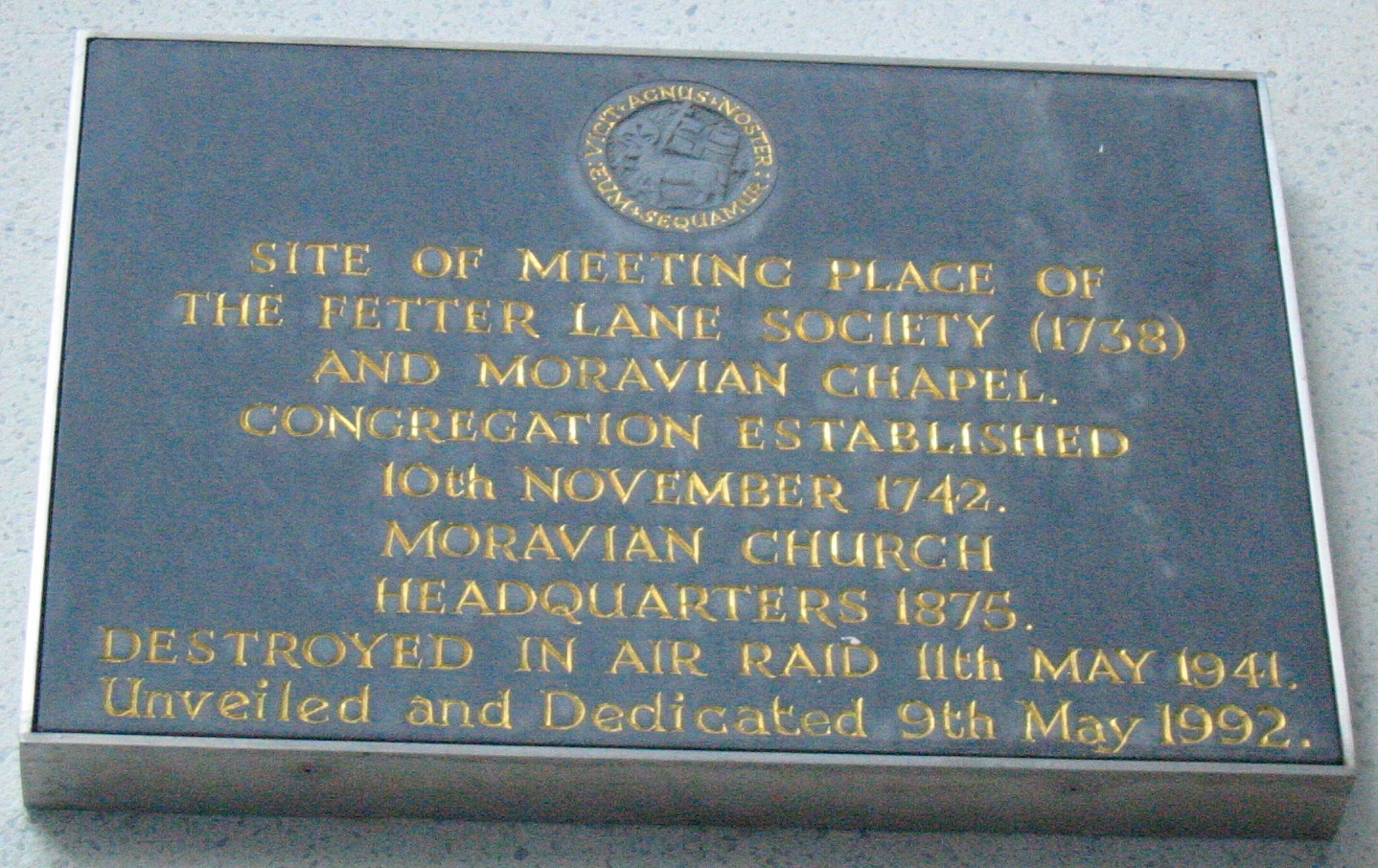
Gedenktafel für die Herrnhuter (Moravians) in der Londoner Fetter Lane

## Erste Reise nach Nordamerika
1741 reisten die Eltern mit Benigna in die Niederlande und nach London. Während die Mutter in London zurückblieb, bestieg Benigna zusammen mit ihrem Vater Ende September im Hafen Gravesend ein Segelschiff, um als Missionarin nach Nordamerika zu gehen. Während der Reise über den Atlantik half sie ihrem Vater, indem sie die Hymnen aufschrieb, die er während der Reise komponierte. Ende November erreichten sie den New Yorker Hafen und reisten weiter nach Philadelphia. Von dort aus begaben sie sich in die Mährische Siedlung, die am Lehigh River lag und sich damals Forks of the Delaware nannte. Sie fanden dort Brüder und Schwestern, die aufgrund blutiger Kämpfe mit den Spaniern und anderer Streitigkeiten aus Georgia geflüchtet waren. Außerdem trafen sie die ein Jahr zuvor nach Nordamerika gereisten Herrnhuter Vater David Nitschmann, dessen Tochter Anna sowie den Bischof David Nitschmann. Anna Nitschmann arbeitete schon seit 1734 im Haushalt der Zinzendorfs als Benignas Erzieherin. Zusammen gründeten sie einen Ort, den Zinzendorf am Heiligabend 1741 Bethlehem nannte. Nach einer kurzen Rundreise mit ihrem Vater, während der unter anderem die Oley Moravians und Radikale Pietisten in Ephrata Cloister besucht wurden, kehrten sie zurück nach Philadelphia.

## Mädchenschule Bethlehem
Benigna Zinzendorf ging ins nahe gelegene Germantown und gründete dort am 4. Mai 1742 mit 25 Mädchen eine Mädchenschule, die kurze Zeit später nach Bethlehem verlegt wurde. Die Schule mit dem Namen Bethlehem Female Seminary war das erste Internat für Mädchen in den britisch-amerikanischen Kolonien. Der Lehrplan umfasste Schreiben, Lesen, Hauswirtschaft und Religion. 1785 wurde die Schule auch für Schülerinnen außerhalb der Brüdergemeine geöffnet und als Moravian Female Seminary bekannt. Zusammen mit der ebenfalls 1742 gegründeten Schule für Jungen bildete es die Grundlage für das heutige Moravian College, das als die sechstälteste Hochschule der Vereinigten Staaten gilt.

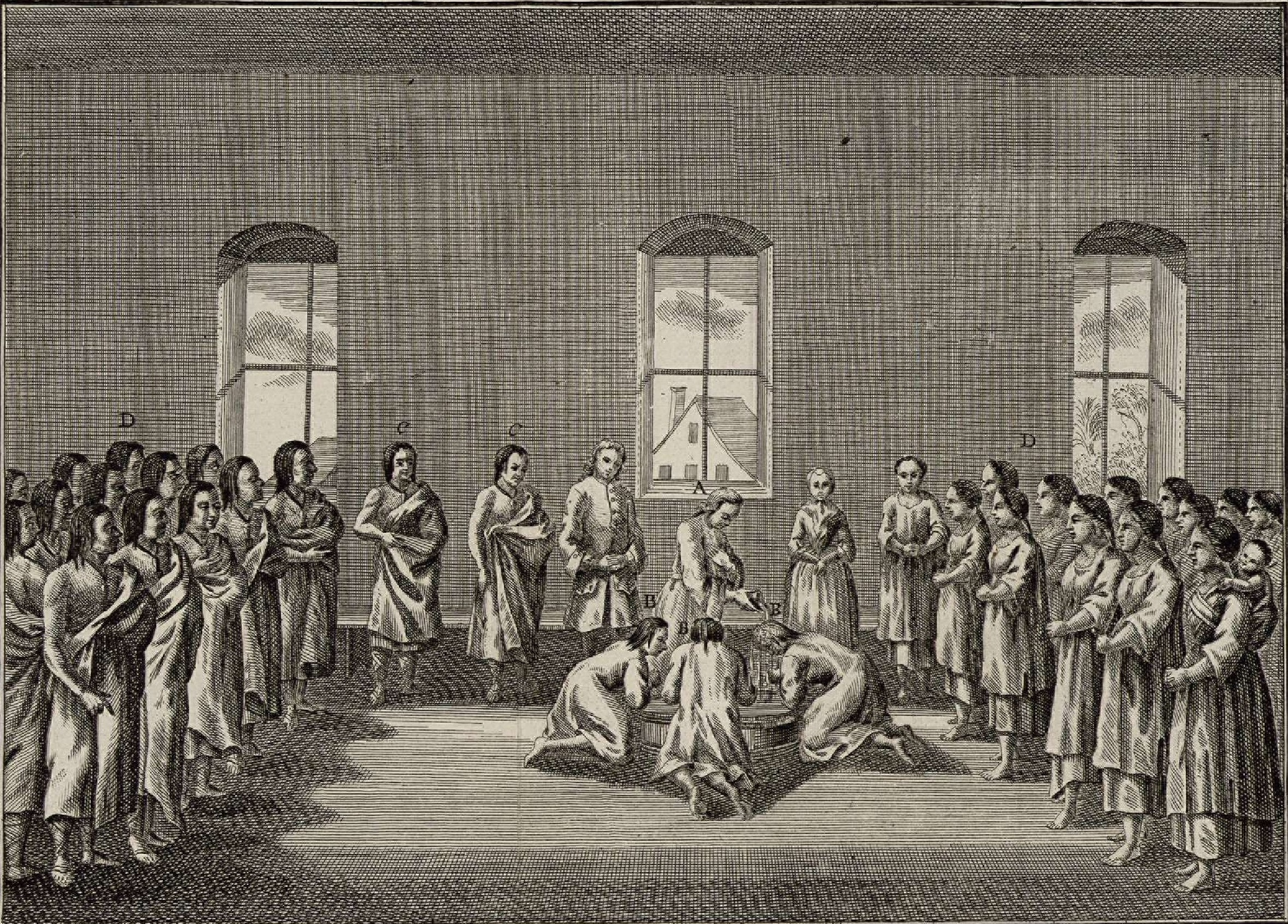
Taufe dreier Lenni Lenape durch einen Herrnhuter Priester um 1750

## Missionarin
Ab Juli 1742 reiste Benigna mit ihrem Vater zu den Lenni Lenape (Delawaren), um bei der indigenen nordamerikanischen Bevölkerung zu missionieren. Zinzendorfs waren erfolgreich bei der Verbreitung des Christentums, einige Lenni Lenarpe und bei ihnen siedelnde Mohegan (einer der Stämme, die als Mohikaner bezeichnet werden) wurden sogar Prediger. Unter anderem trafen Zinzendorfs auch den wohl 1742 durch Christian Heinrich Rauch auf den Namen Bruder Johannes (englisch John) getauften Mohikanerhäuptling Tschop. Tschop bildete 80 Jahre später die Vorlage für Chingachgook (Great Snake, Old John, John Mohegan), eine der Hauptfiguren in Coopers Romanzyklus Lederstrumpf. Ende des Jahres 1742 konnten die Herrnhuter schon 31 getaufte Mohegan verzeichnen.
Anfang 1743 reisten die Zinzendorfs zunächst zurück von New York nach Dover. Nach Besuchen von Brüdergemeinen in England und Holland ging es wieder in die Wetterau. Auf dem Herrnhaag gab es schließlich ein Wiedersehen mit der Ehefrau und Mutter, die unterdessen für ihren Mann in Sankt Petersburg, Livland und Kopenhagen finanzielle und andere Angelegenheiten der Brüdergemeine erledigt hatte. Auf der in Marienborn abgehaltenen Brüdersynode wurde Johann Michael Langguth, Benignas späterer Ehemann, zu einem engen Mitarbeiter Zinzendorfs. Benigna selbst, die schon Gemeindevorsteherin und Ältestin der ledigen Schwestern und Mädchen war, bekam auf der Synode zusätzlich die Aufsicht über die Herrenhaager Mädchenanstalt übertragen.
Johann Michael Langguth wurde 1744 vom Bischof Friedrich von Watteville adoptiert und somit zu einem von Watteville. Auf der 1746 abgehaltenen Synode im niederländischen Zeist konnten der nun adlige Johannes Baron von Watteville und Benigna Gräfin von Zinzendorf endlich heiraten. Von Watteville wurde außerdem zum Bischof ernannt. 1747 endete das zehnjährige Exil, Zinzendorf durfte wieder nach Sachsen und die Familie besuchte Herrnhut und Berthelsdorf in der Oberlausitz.
Da ihr Ehemann zu einer Synode nach Nordamerika musste und Visitationen in Dänisch-Westindien (heute Amerikanische Jungferninseln) anstanden, reiste Benigna Anfang 1748 mit ihm nach Nordamerika. Benigna blieb in Bethlehem, frischte alte Freundschaften auf und schloss sich auch wieder der Mädchenschule an, die sie gegründet hatte. Ihr Ehemann bereiste unterdessen die Inseln Saint Thomas mit Neu-Herrnhut, Saint Croix und Saint John. Ende 1749 ging es zurück nach Europa. Nach einem mehrwöchigen Aufenthalt in London war man im Januar 1750 wieder auf den Herrnhaag.

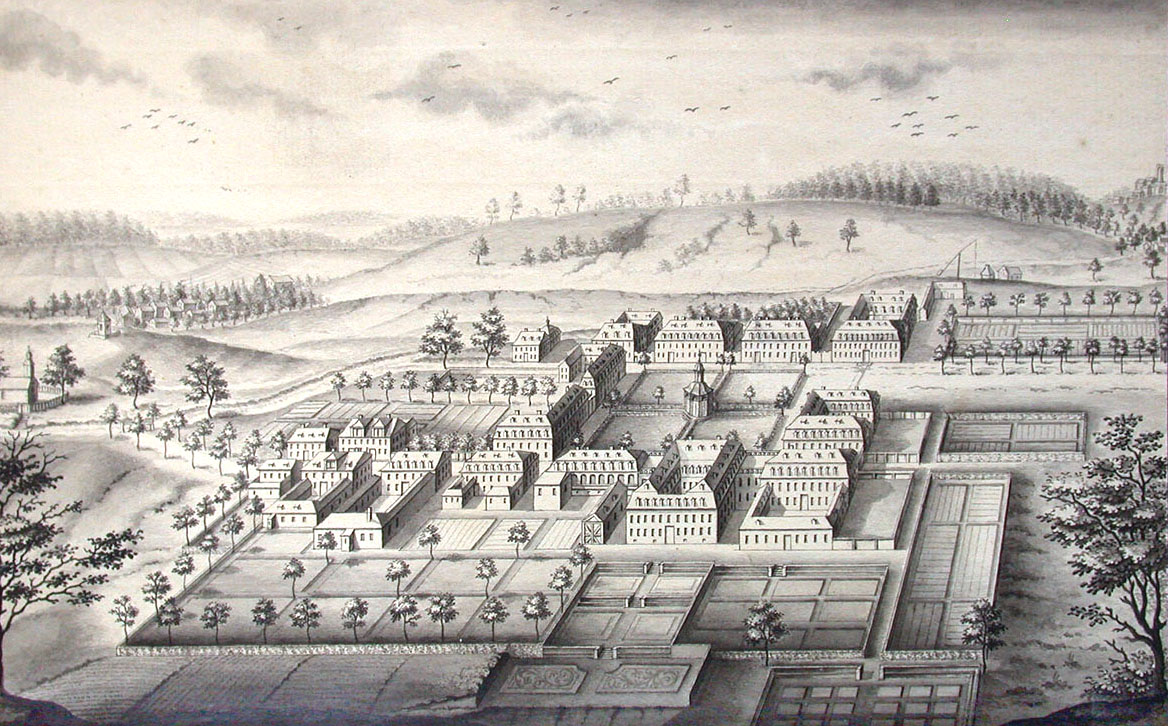
Herrnhaag vor 1835

## Von Herrnhaag nach Herrnhut
Die Gemeine Herrnhaag war unterdessen auf 18 Häuser mit rund 1000 Menschen angewachsen. Nachdem der religiös tolerante Ernst Casimir zu Ysenburg und Büdingen 1749 gestorben war, forderte sein Sohn Gustav Friedrich (1715–1768) einen Untertaneneid, um die wirtschaftlich und missionarisch erfolgreiche Brüdergemeine an die Grafschaft Büdingen zu binden. Alle Mitglieder verweigerten das. Der Graf verfügte daraufhin in einem Emigrationsedikt vom 12. Februar 1750 die Auflösung und die Ausweisung innerhalb einer Frist von drei Jahren. 1750 traf sich die Familie Zinzendorf erstmals nach der Verbannung aus Sachsen wieder vollzählig in Herrnhut. Bis 1753 wurde der Herrnhaag komplett verlassen und Zinzendorfs gingen wieder in die Oberlausitz zurück. In Herrnhut bekam das Ehepaar vier Kinder:
- Johann Ludwig (* 7. März 1752; † 23. Juli 1784 im Brüdergarten bei Tranquebar)
- Anna Dorthea Elisabeth (* 25. April 1754; † 10. Mai 1813; sie heiratete 1778 in Bethlehem Hans Christian Alexander von Schweinitz (1740–1802), den Vorstand der Herrnhuter Brüder in Nordamerika, einer ihrer Söhne war Lewis David von Schweinitz),
- Maria Justine (* 18. November 1762; † 11. Mai 1828 in London; sie heiratete 1797 in Herrnhut Heinrich LV. Reuß zu Köstritz (1768–1846), einen Bruder von Heinrich XLVII. Reuß zu Köstritz und Prediger der Gemeine in Haverfordwest in Wales) und
- Johann Christian Friedrich (* 24. April 1766; † 2. April 1786 in Barby).

Nach den Gepflogenheiten der Brüdergemeine blieben die Kinder im Kindergarten, damit die Eltern ihrer Missionsarbeit und religiöser Tätigkeit unbeschwert nachgehen konnten. Kurz nach der Geburt des ersten Kindes reiste Benignas Mann im April 1752 über Barby und Kopenhagen nach Grönland, um die dortige Brüdergemeine Neu-Herrnhut zu visitieren.
Nach dem Tod ihrer Mutter Erdmuthe im Jahre 1756 erbte Benigna die Herrschaft über Berthelsdorf, Großhennersdorf und Rennersdorf. 1757 heiratete der Vater im Gnadeck genannten Rittergut Trebus Anna Nitschmann. Nach der zunächst geheim gehaltenen Hochzeit reiste das Paar über Barby, Marienborn und Franken in die Schweiz, wo ein Streit mit reformierten Orthodoxen begann. Dabei wurden sie begleitet von Benigna, deren Ehemann, sowie Benignas jüngster Schwester Elisabeth. Auf der Rückreise besuchte man noch die Reußsche Herrschaft in Ebersdorf. Anna Nitschmann behielt ihren Geburtsnamen und wohnte bis zu ihrem Tode im Haus der Ledigen Schwestern in Herrnhut. Auf ihrem Grabstein steht nichts von Zinzendorf, sondern lediglich „... VERMÆHLET MIT DEN ORDINARIUS DER BRUEDERUNITÆT ...“.

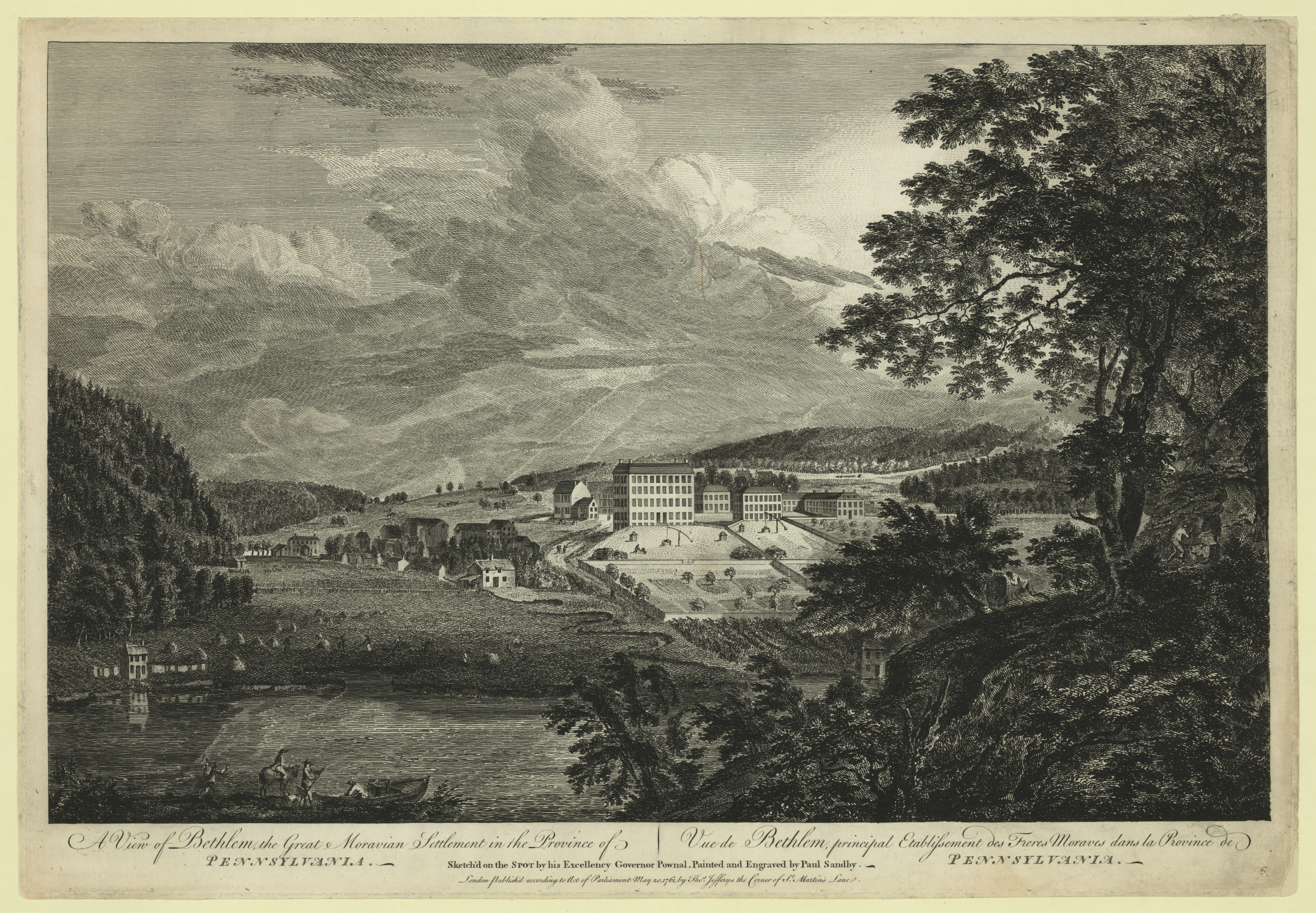
Herrnhuter Siedlung Bethlehem (Pennsylvania) im Jahre 1761

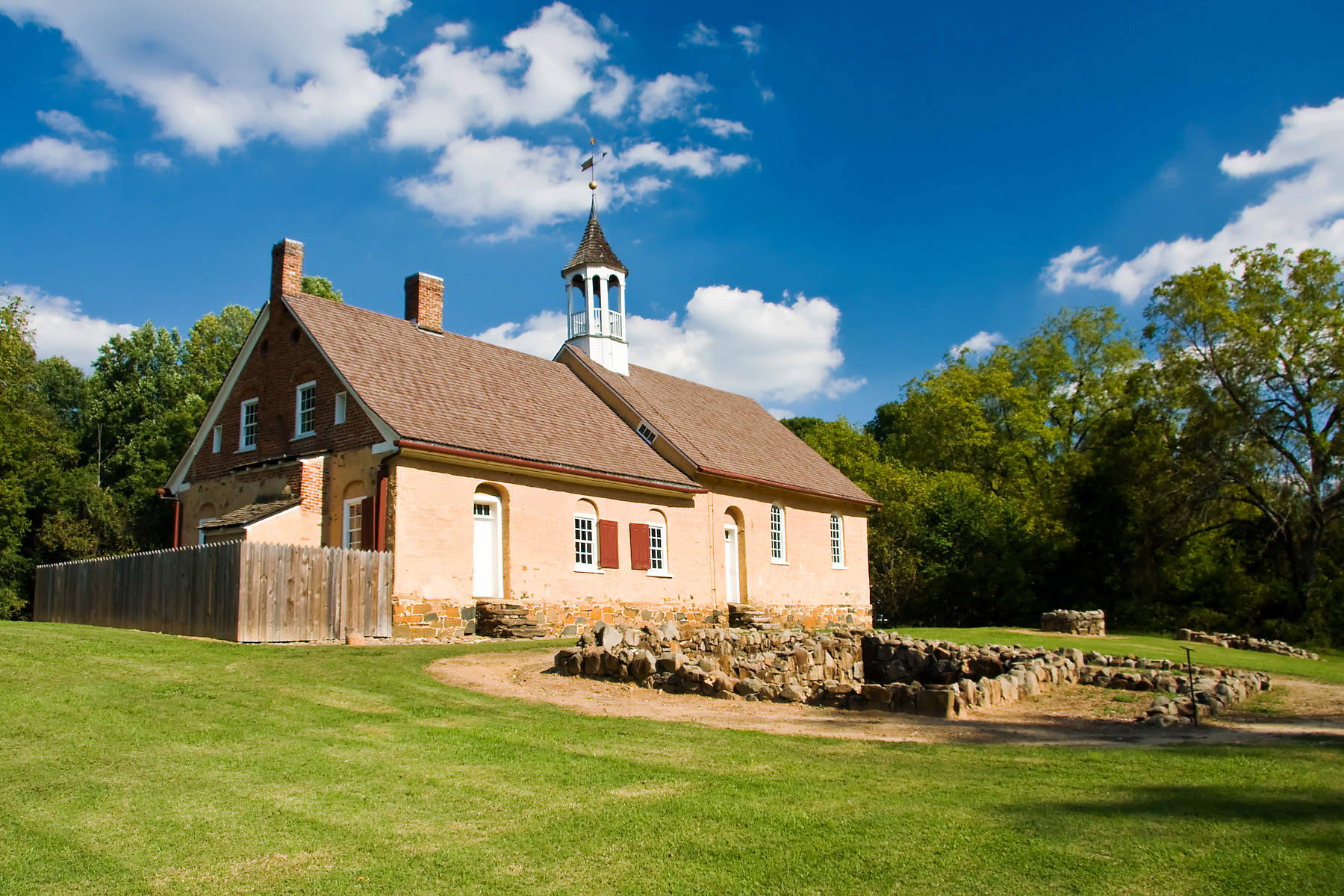
Die 1785 besuchte Bethabara Moravian Church liegt heute im Bethabara Historic District und zählt zu den National Historic Landmarks in North Carolina.

## Weitere Reisen
Bei Visitationen und zu Synoden begleitete Benigna meistens ihren Ehemann. Dadurch besuchte sie in Europa unter anderem Barby mit Gnadau, Berlin mit Böhmisch-Rixdorf, Ebersdorf, Kleinwelka, Marienborn, Neudietendorf (Gnadenthal), Neuwied und Niesky; in Schlesien Gnadenfrei, Gnadenfeld bei Pawlowitzke und Gnadenberg (heute Teil der Landgemeinde Bolesławiec); in Dänemark das damals zu Dänemark gehörende Altona, Christiansfeld und Kopenhagen; in den Niederlanden Zeist; sowie im Königreich Großbritannien London (Fetter Lane Society) und Fulneck bei Pudsey. Bei einer 1784 auf Texel begonnenen Fahrt nach Nordamerika kam es zu einem Schiffbruch bei Barbuda und längeren Aufenthalten in Antigua und Montserrat. Nach der Ankunft in Bethlehem besuchten sie Christliche Munsee und Gemeinen in Pennsylvania, wie zum Beispiel Lititz. Außerdem begaben sie sich nach Wachovia („in die Wachau“) in North Carolina mit Bethabara (heute im Forsyth County), Bethania, Friedberg (heute im Davidson County) und Salem (Old Salem).

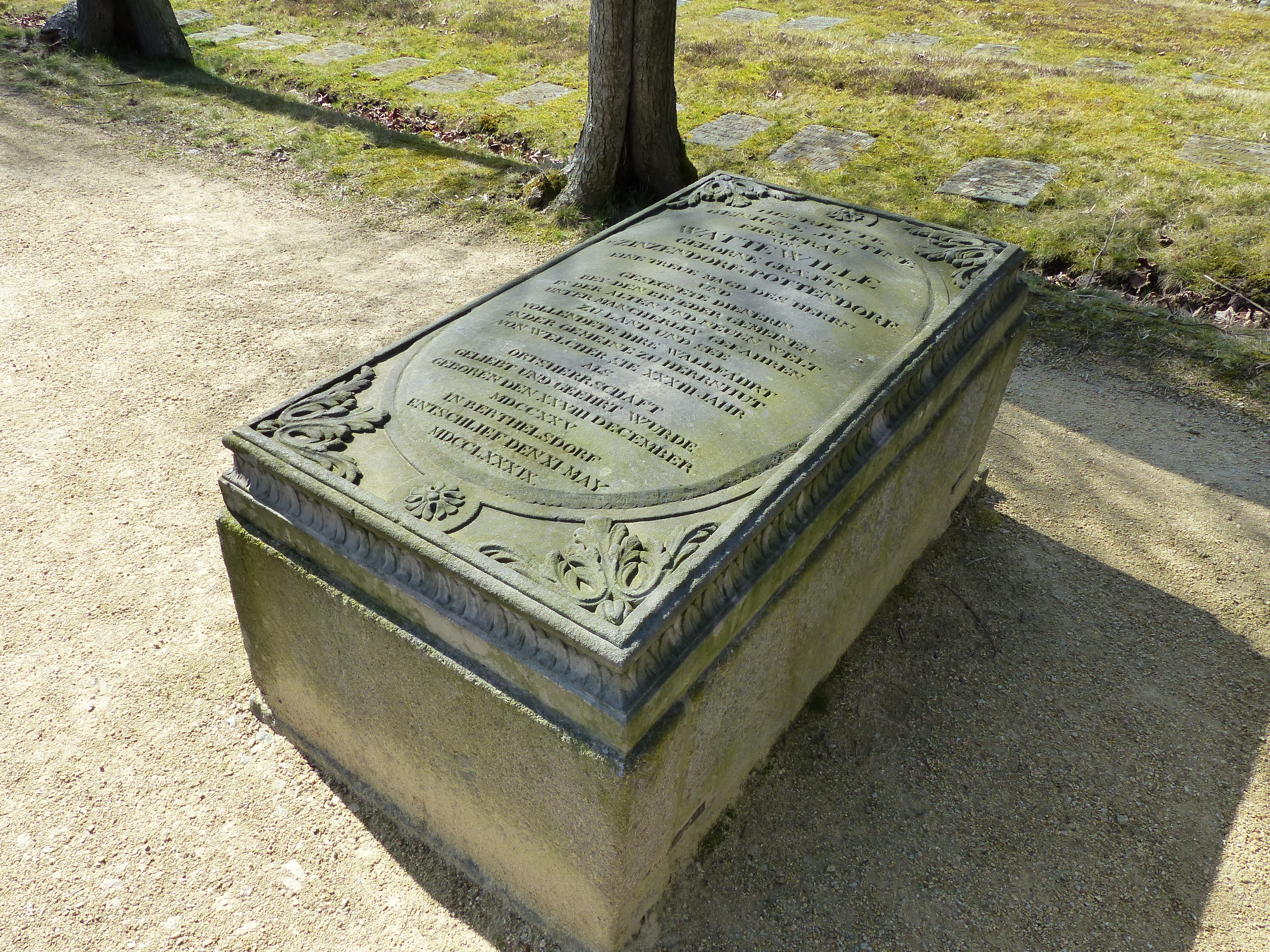
Benigna von Wattevilles Grab auf dem Herrnhuter Gottesacker

## Tod
Während eines Aufenthalts in Gnadenfrei im Jahre 1788 starb Benignas Ehemann. Er wurde auf dem dortigen Gottesacker begraben. Nur sieben Monate später starb Benigna in Herrnhut. Sie wurde auf dem Herrnhuter Gottesacker begraben und hinterließ zwei Töchter. Die Inschrift auf ihrem Grabstein lautet: „HENRIETTE BENIGNE JUSTINE FREYFRAU VON WATTEWILLE GEBOHRENE GRÆFIN ZINZENDORF-POTTENDORF. EINE TREUE MAGD DES HERRN UND GESEGNETE DIENERIN BEY DEN BRUEDER GEMEINEN IN DER ALTEN UND NEUEN WELT UNTER MANCHERLEY GEFAHREN ZU LAND UND SEE VOLLENDETE IHRE WALLFAHRT IN DER GEMEINE ZU HERRNHUT VON WELCHER SIE XXXIII JAHR ALS ORTSHERRSCHAFT GELIEBT UND GEEHRT WURDE ...“

## Ehrungen
Im Jahre 1992 wurde für Benigna in den South Campus Pleasure Gardens des Moravian Colleges ein Denkmal errichtet, das ihre Büste trägt. 2019 benannte man den Austragungsort des 1984 gegründeten Bethlehem’s Musikfest zu Ehren von Benigna Zinzendorf von Experienceplatz in Zinzenplatz um.